# Daryl McCormack
Daryl McCormack (Nenagh, 22 de janeiro de 1993) é um ator irlandês. Ele fez sua estreia na televisão na novela Fair City e, desde então, apareceu na série de drama Peaky Blinders da BBC, no filme de suspense e comédia Pixie (2020) e na série Bad Sisters da Apple TV+. Sua interpretação do papel-título no filme Good Luck to You, Leo Grande (2022) lhe rendeu uma indicação ao BAFTA de melhor ator em cinema.

## Filmografia

### Cinema
| Ano  | Título                       | Papel           | Notas          |
| ---- | ---------------------------- | --------------- | -------------- |
| 2016 | The Randomer                 | Ray             |                |
| 2017 | Neon                         | Jason           | Curta-metragem |
| 2018 | Inner Child                  | Finn            | Curta-metragem |
| 2018 | Lady Black Eyes              | Devon           | Curta-metragem |
| 2019 | How to Fake a War            | Matt            |                |
| 2019 | A Good Woman Is Hard to Find | PC Reeves       |                |
| 2020 | Pixie                        | Harland McKenna |                |
| 2022 | Good Luck to You, Leo Grande | Leo Grande      |                |
| 2023 | The Lesson                   | Liam Sommers    |                |
| 2024 | Twisters                     | TBA             | Filmando       |
| TBA  | Anniversary                  | TBA             | Filmando       |

### Televisão
| Ano       | Título                 | Papel           | Notas                    |
| --------- | ---------------------- | --------------- | ------------------------ |
| 2015–2016 | Fair City              | Pierce Devlin   |                          |
| 2016      | Dawn                   | Ukkanaak        | Telefilme                |
| 2017      | Vikings                | Jovem homem     | Episódio: "The Prisoner" |
| 2018      | Immortality            | Pio             | Minissérie               |
| 2018      | A Very English Scandal | Luke Mackenzie  | 1 episódio               |
| 2019      | Cleaning Up            | Ryan            | 1 episódio               |
| 2019–2022 | Peaky Blinders         | Isaiah Jesus    | 11 episódios             |
| 2021      | I Am...                | David           | 1 episódio               |
| 2021      | The Wheel of Time      | Aram            | 3 episódios              |
| 2022      | Bad Sisters            | Matthew Claffin | 10 episódios             |
| 2023      | The Woman in the Wall  | Colman Akande   |                          |

## Prêmios e indicações
| Ano  | Prêmio                                    | Categoria                                         | Obra                         | Resultado | Ref.   |
| ---- | ----------------------------------------- | ------------------------------------------------- | ---------------------------- | --------- | ------ |
| 2022 | Prêmio Peabody                            | Entretenimento                                    | Bad Sisters                  | Venceu    | [ 5 ]  |
| 2022 | British Independent Film Awards           | Melhor Dupla (dividido com Emma Thompson)         | Good Luck to You, Leo Grande | Indicado  | [ 6 ]  |
| 2022 | Online Association of Female Film Critics | Melhor Revelação                                  | Good Luck to You, Leo Grande | Indicado  | [ 7 ]  |
| 2022 | Women Film Critics Circle                 | Melhor Casal em Tela (dividido com Emma Thompson) | Good Luck to You, Leo Grande | Indicado  | [ 8 ]  |
| 2023 | British Academy Film Awards               | Melhor Ator em Cinema                             | Good Luck to You, Leo Grande | Indicado  | [ 9 ]  |
| 2023 | British Academy Film Awards               | Rising Star Award                                 | Rising Star Award            | Indicado  | [ 10 ] |
| 2023 | Black Reel Awards                         | Melhor Revelação Masculina                        | Good Luck to You, Leo Grande | Indicado  | [ 11 ] |